# Nigüelas
Nigüelas – gmina w Hiszpanii, w prowincji Grenada, w Andaluzji, o powierzchni 30,93 km². W 2014 roku gmina liczyła 1219 mieszkańców.
Uroczystości patrona odbywają się we wrześniu, w którym odbywa się parada kostiumów.